# Agustín Pichot
Agustín Pichot (Buenos Aires, 22 agosto 1974) è un ex rugbista a 15 e dirigente sportivo argentino, già mediano di mischia, ritiratosi nel 2009 e, a tale data, al quinto posto per presenze internazionali con la maglia dei Pumas. Nel 2011 fu ammesso nell'IRB Hall of Fame.
Dal 2016 è vicepresidente di World Rugby.

## Biografia
Nipote di un ex rugbista dell'Obras Sanitarias, poi divenuto arbitro di rugby, Pichot fu indirizzato dallo zio al Club Atlético de San Isidro in quanto l'Obras Sanitarias non aveva sezione giovanile; nel 1992 esordì in prima squadra e nel 1996 vinse il suo primo titolo, il Nacional de Clubes.
Il 10 marzo 1997 firmò il suo primo contratto professionistico, con gli inglesi del Richmond.
A tale data vantava già 7 incontri con la Nazionale argentina, con la quale aveva esordito nel 1995 a Brisbane contro l'Australia e disputato il Sudamericano di quell'anno, oltre a essere stato incluso, con un solo incontro all'attivo, nella rosa per la Coppa del Mondo di rugby 1995 in Sudafrica nella quale tuttavia non fu mai impiegato.
Scese in campo, invece, in tutti i cinque incontri in cui fu impegnata l'Argentina nel corso della Coppa del Mondo di rugby 1999, che vide i Pumas giungere fino ai quarti di finale; il 1999 fu anche l'anno in cui Agustín si trasferì al Bristol, in cui rimase quattro stagioni; nel periodo trascorso in tale club giunse anche il primo di diversi inviti nei Barbarians: fu nel 2000, in occasione di un match contro il Sudafrica; a tutt'oggi Pichot è l'argentino con più selezioni nel prestigioso club a inviti.
Oramai elemento stabile della Nazionale, prese parte alla Coppa del Mondo di rugby 2003, nella quale fu designato capitano, e dalla stagione successiva militò nei parigini dello Stade français, con cui si laureò campione di Francia due volte, nel 2004 e nel 2007, oltre che a giungere alla finale di Heineken Cup 2004-05, persa contro il Tolosa.
Raggiunse il suo massimo risultato sportivo con l'Argentina nella Coppa del Mondo di rugby 2007 che si disputò proprio in Francia: in campo nell'incontro inaugurale, dove i Pumas batterono a sorpresa proprio la selezione padrona di casa, Pichot capitanò la squadra fino alla finale di consolazione, di nuovo giocata, e vinta, contro i francesi, per un terzo posto finale che costituisce il massimo risultato della formazione sudamericana nella competizione mondiale.
Dopo il torneo Agustín annunciò il suo ritiro dall'attività internazionale.
Con 72 incontri (più uno contro un XV internazionale non riconosciuto come test match) Pichot è a tutto il 2009 il quinto argentino per presenze internazionali con la Nazionale del suo Paese, dopo Lisandro Arbizu (87), Rolando Martín (86), Pedro Sporleder (77) e Federico Méndez (76).
Trasferitosi in Pro D2 al Racing Métro 92 nella stagione 2007-08, tornò allo Stade français nella stagione successiva, la sua ultima: il 28 giugno 2009 ha annunciato il suo ritiro definitivo, per celebrare il quale si è tenuta sul campo del Club Atlético de San Isidro una partita tra ex compagni e vecchi giocatori della Nazionale argentina.

## Palmarès
- Campionati sudamericani: 2
Argentina: 1995, 2006
- Nacional de Clubes: 1
Club Atlético de San Isidro: 1996
- Campionati francesi: 2
Stade français: 2003-04, 2006-07